# 牟理士
牟理士（英語：Philip Morrice、1943年—），英國外交官，為英國在台辦事處前身機構「英國貿易文化辦事處」設立後第一代處長，以及英國駐淡水領事館裁撤後的駐台機構——「英國貿易促進會」（Anglo-Taiwan Trade Committee）駐台北辦事處主任中首位外交官出任者。此外亦歷任英國駐雪梨總領事、駐巴西大使館公使銜參贊、駐奈及利亞高級專員公署經濟商務參贊、駐義大利大使館商務參贊等職。